# Guillaume Levarlet

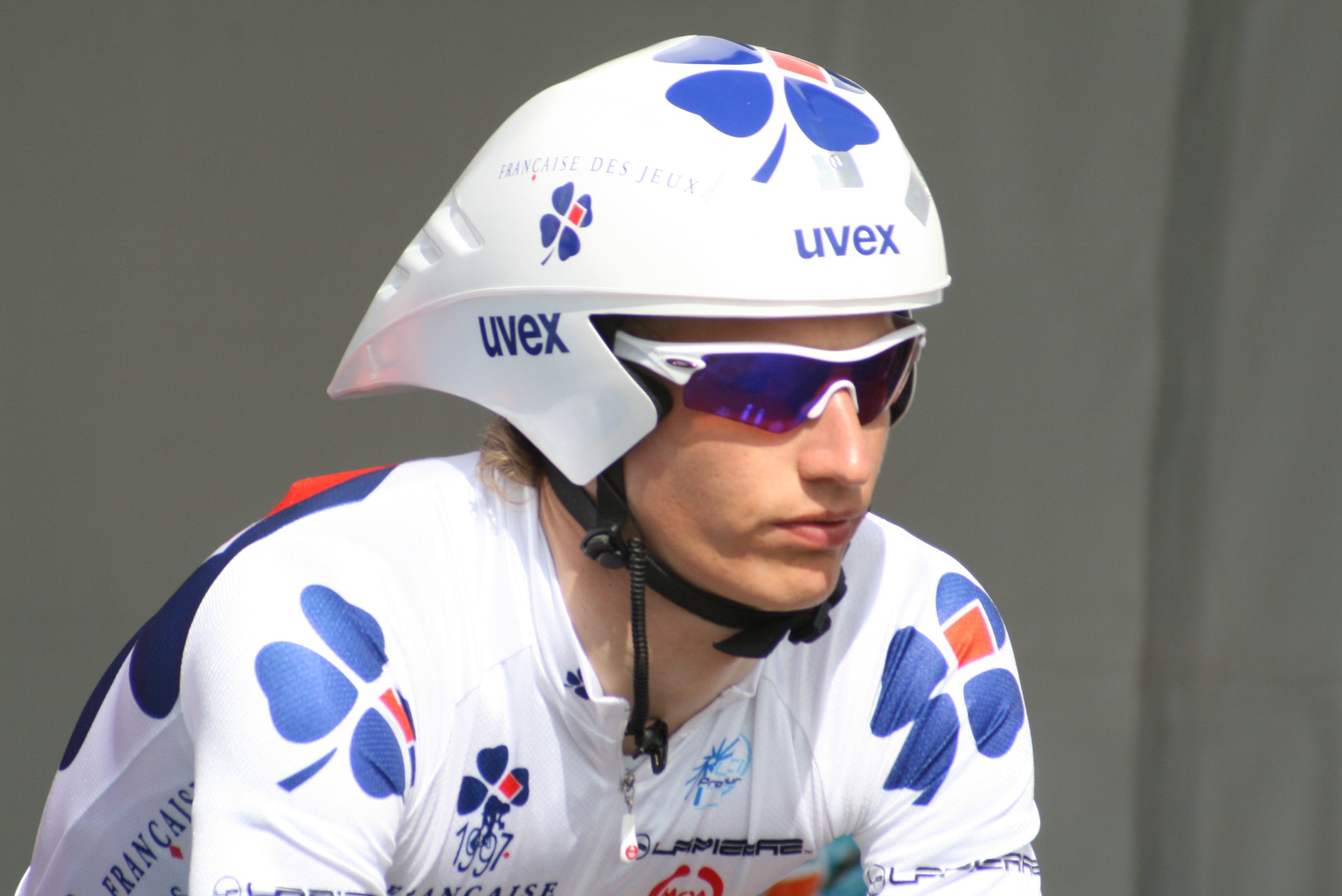
Guillaume Levarlet lors des Quatre Jours de Dunkerque 2009

Guillaume Levarlet, né le 25 juillet 1985 à Beauvais, est un coureur cycliste français, professionnel de 2007 à 2018.

## Biographie
Guillaume Levarlet commence le cyclisme en catégorie benjamin au Vélo club de Beauvais, dans l'Oise. De 2004 à 2006, il court au CC Nogent-sur-Oise, club amateur première division nationale.
Guillaume Levarlet devient coureur professionnel en 2007 dans l'équipe Auber 93. Il remporte cette année-là le Tour du Jura. Avec l'équipe de France espoirs, il se classe sixième du Tour de l'Avenir et participe à la course en ligne espoirs des championnats du monde.
En 2008, il est recruté par l'équipe ProTour La Française des jeux. Il y reste deux ans et participe à son premier grand tour, le Tour d'Italie 2008, qu'il termine à la 113e place. Il se classe 20e de la Flèche wallonne.
En 2010, il rejoint l'équipe continentale professionnelle Saur-Sojasun. Il remporte durant cette saison la première étape du Tour du Gévaudan et termine deuxième du classement général de cette course. En 2011, l'équipe Saur-Sojasun est sélectionnée pour la première fois au Tour de France, et son début de saison lui fait espérer une première participation à cette course. Il doit cependant y renoncer à cause d'une mononucléose diagnostiquée en juin.
Il participe à son premier Tour de France en 2012 et se classe 75e.
Le 18 août 2012, la formation nordiste Cofidis annonce l'arrivée de Guillaume Levarlet pour la saison 2013, effectuant le même chemin que ses coéquipiers Jérôme Coppel, Cyril Bessy et Stéphane Poulhiès. En novembre 2013, Levarlet survit à un accident de voiture dans lequel Arnaud Coyot est tué. Conduisant le véhicule, il est mis en examen pour homicide involontaire. Il écope d'une peine d'un an de prison avec sursis, son permis de conduire lui est retiré.
Le 1er août 2014, Cofidis annonce qu'elle se sépare de Guillaume Levarlet à la fin de sa saison 2014. Pour la saison 2015, il fut un temps annoncé de retour au CC Nogent-sur-Oise mais décide finalement de ne pas redescendre chez les amateurs. Le 1er avril 2015, il retrouve sa place dans le peloton professionnel en s'engageant avec l'équipe continentale Auber 93. Il est conservé par ses dirigeants pour l'année suivante.
Au mois de septembre 2016 il signe un contrat en faveur de l'équipe continentale professionnelle Wanty-Groupe Gobert. 
Fin 2017, il rejoint une nouvelle fois l'écurie de ses débuts : St.Michel - Auber93. Il met fin à sa carrière à l'issue de la saison 2018.

## Palmarès
- 2005
  - 2e étape du Circuit du Mené
  - 3e du Circuit du Mené
  - 3e de la Ronde de l'Oise
- 2006
  - Côte picarde
  - 2e du Grand Prix des Flandres françaises
  - 3e du Grand Prix de Blangy-sur-Bresle
- 2007
  - Tour du Jura
  - 2e du championnat de rance sur route espoirs
  - 6e du Tour de l'Avenir
- 2009
  - 3e du Tour du Doubs
- 2010
  - 1re étape du Tour du Gévaudan
  - 2e du Tour du Gévaudan
- 2011
  - Tour du Gévaudan :
    - Classement général
    - 1re et 2e étapes
- 2012
  - 2e du Tour de Castille-et-León

## Résultats sur les grands tours

### Tour de France
2 participations
- 2012 : 75e
- 2013 : 61e

### Tour d'Italie
1 participation
- 2008 : 113e

### Tour d'Espagne
1 participation
- 2014 : 49e

## Classements mondiaux
| Année           | 2006 | 2007 | 2008 | 2009 | 2010 | 2011 | 2012 | 2013 | 2014 | 2015 |
| --------------- | ---- | ---- | ---- | ---- | ---- | ---- | ---- | ---- | ---- | ---- |
| UCI Europe Tour | 410e | 162e |      |      | 164e | 107e | 123e | 132e | 387e | 951e |